# Смешанная парная сборная Косова по кёрлингу
Смешанная парная сборная Косова по кёрлингу — смешанная национальная сборная команда (составленная из одного мужчины и одной женщины), представляет Косово на международных соревнованиях по кёрлингу. Управляющей организацией выступает Федерация кёрлинга Косова (алб. Kosova Federata Curling, англ. Kosovo Curling Federation).

## Результаты выступлений

### Чемпионаты мира
| Год       | Место          | Игры           | Победы         | Поражения      | Состав (женщина, мужчина, тренер)                     |
| --------- | -------------- | -------------- | -------------- | -------------- | ----------------------------------------------------- |
| 2008—2018 | не участвовали | не участвовали | не участвовали | не участвовали | не участвовали                                        |
| 2019      | 44             | 7              | 0              | 7              | Eldena Dakaj, Peter Andersen, Meriton Zeneli (тренер) |
| 2020—2022 | не участвовали | не участвовали | не участвовали | не участвовали | не участвовали                                        |

(данные отсюда:)

### Квалификационные турниры кчемпионатам мира
| Год       | Место          | Игры           | Победы         | Поражения      | Состав (женщина, мужчина, тренер)                   |
| --------- | -------------- | -------------- | -------------- | -------------- | --------------------------------------------------- |
| 2019/2020 | 17             | 6              | 1              | 5              | Eldena Dakaj, Peter Andersen, Judy Russell (тренер) |
| 2022/2023 | не участвовали | не участвовали | не участвовали | не участвовали | не участвовали                                      |